# Saint Suttle
Saint Suttle (Kentucky, febrero de 1870 - Chicago, 4 de febrero de 1932) fue un actor, músico, compositor y bailarín estadounidense. Fue especialmente reconocido como artista de cakewalk y vodevil en Chicago. Afroamericano, fue un actor pionero en el cine de finales del siglo XIX.

## Biografía
Suttle toma la mano y besa a Gertie Brown en el cortometraje Something Good – Negro Kiss (1898), realizado por William Selig. Es el beso más antiguo conocido entre personas de raza negra capturado en película. Este ejemplo de intimidad entre dos personas negras en el cine fue una representación positiva, que se oponía a los estereotipos deshumanizantes que a menudo se veían en el cine de ese período de tiempo. En 2022, la película fue incluida en la exposición Regeneración: Cine Negro 1898-1971 en el Museo de la Academia de Cine de Los Ángeles, una exposición con el objetivo de mostrar las contribuciones de artistas y cineastas negros desde el inicio de la industria cinematográfica estadounidense, que en ocasiones desafiaron los estereotipos convencionales.
Suttle y Brown aparecen en la partitura de 1898 de «Shake Yo' Duster» de William H. Krell.
Suttle, Brown, John Brewster y Maud Brewster actuaron como un grupo llamado «The Rag-Time Four», que fue responsable de popularizar una variación del baile cakewalk. En 1901, una de las actuaciones de Suttle en un paseo por el parque que estuvo de gira se llamó Coontown 400. También participó en el desarrollo de planes para construir un teatro que finalmente fracasaron.

## Composiciones musicales
- «Old Jasper's Cake Walk» publicado por S. Brainard's Sons[10][11]
- «That Creole Gal of Mine» publicado por S. Brainard's Sons[12]
- «She's Ready Money» publicado por Joseph Flannery en Milwaukee, Wisconsin[13]